# Big Eight Conference
La Big Eight Conference (Big-8) fue una conferencia de la División I de la NCAA. Fundada en 1907, la formaban ocho universidades en el momento de su desaparición en 1996.

## Historia
Se formó el 12 de enero de 1907 bajo la denominación Missouri Valley Intercollegiate Athletic Association (MVIAA) por cinco universidades, la Universidad de Kansas, la Universidad de Misuri, la Universidad de Nebraska, la Universidad Washington en San Luis y la Universidad de Iowa, aunque esta última pertenecía a la Western Conference (hoy Big Ten Conference y se unió para participar en fútbol americano y atletismo.
En 1908 se unieron la Universidad Drake y el Instituto Agrícloa de Iowa, y poco después la Universidad Estatal de Kansas. Sufrió muchos cambios con el paso de los tiempos. En 1928 adoptó el nombre de Big Six Conference, y en 1957 pasó a denominarse Big Eight Conference. Mediada la década de los 90 se fusionó con la Southwest Conference para dar lugar a la Big 12 Conference.

## Miembros

### Miembros finales
| Institución                     | Localización         | Fundada | Tipo    | Alumnos | Apodo       |
| ------------------------------- | -------------------- | ------- | ------- | ------- | ----------- |
| Universidad de Colorado         | Boulder, Colorado    | 1876    | Pública | 30,128  | Buffaloes   |
| Universidad Estatal de Iowa     | Ames, Iowa           | 1858    | Pública | 28,682  | Cyclones    |
| Universidad de Kansas           | Lawrence, Kansas     | 1865    | Pública | 30,004  | Jayhawks    |
| Universidad Estatal de Kansas   | Manhattan, Kansas    | 1863    | Pública | 23,588  | Wildcats    |
| Universidad de Misuri           | Columbia, Misuri     | 1839    | Pública | 33,318  | Tigers      |
| Universidad de Nebraska         | Lincoln, Nebraska    | 1869    | Pública | 24,100  | Cornhuskers |
| Universidad de Oklahoma         | Norman, Oklahoma     | 1890    | Pública | 29,721  | Sooners     |
| Universidad Estatal de Oklahoma | Stillwater, Oklahoma | 1890    | Pública | 23,307  | Cowboys     |

### Antiguos miembros
| Institución                        | Localización     | Fundada | Tipo    | Alumnos | Apodo    |
| ---------------------------------- | ---------------- | ------- | ------- | ------- | -------- |
| Universidad Drake                  | Des Moines, Iowa | 1881    | Privda  | 3,164   | Bulldogs |
| Grinnell College                   | Grinnell, Iowa   | 1846    | Privada | 1,688   | Pioneers |
| Universidad de Iowa                | Iowa City, Iowa  | 1847    | Pública | 30,825  | Hawkeyes |
| Washington University in St. Louis | San Luis, Misuri | 1853    | Privada | 13,995  | Bears    |

### Línea de tiempo de los miembros
Full members Other Conference

### Afiliaciones posteriores a otras conferencias
| Equipo               | Conferencia previa         | Conferencia actual                                 |
| -------------------- | -------------------------- | -------------------------------------------------- |
| Colorado             | Big 12 Conference          | Pac-12 Conference                                  |
| Drake                | Missouri Valley Conference | Pioneer Football League Missouri Valley Conference |
| Grinnell             | Missouri Valley Conference | Midwest Conference                                 |
| Iowa                 | Big Ten Conference         | Big Ten Conference                                 |
| Iowa State           | Big 12 Conference          | Big 12 Conference                                  |
| Kansas               | Big 12 Conference          | Big 12 Conference                                  |
| Kansas State         | Big 12 Conference          | Big 12 Conference                                  |
| Misuri               | Big 12 Conference          | Southeastern Conference                            |
| Nebraska             | Big 12 Conference          | Big Ten Conference                                 |
| Oklahoma             | Big 12 Conference          | Big 12 Conference                                  |
| Oklahoma State       | Big 12 Conference          | Big 12 Conference                                  |
| Washington-St. Louis | Missouri Valley Conference | University Athletic Association                    |